# Aapravasi Ghat
O Aapravasi Ghat em Port Louis, na Maurícia é um complexo de edifícios que contém escassos indícios das primeiras instalações da ilha para receber trabalhadores da Índia. Descendentes desses imigrantes constituem 68% da população da Maurícia.
A seguir à abolição da escravatura, o Império Britânico executou um plano para substituir os escravos africanos por trabalhadores escravos por dívida de outros países, principalmente a Índia. As Maurícias foram o primeiro território onde o plano foi executado. Uma grande parte da população da ilha chegou deste modo.
Do complexo fundado em 1849 apenas cerca de 15 % sobreviveu, incluindo a porta, o hospital e outras ruínas.
Em 2006 o Aapravasi Ghat foi inscrito na Lista de Património Mundial da UNESCO.